# Daruvarski Vinogradi
Daruvarski Vinogradi – wieś w Chorwacji, w żupanii bielowarsko-bilogorskiej, w mieście Daruvar. W 2011 roku liczyła 164 mieszkańców.